# Саджава (река)
Саджава (укр. Саджава) — река на Украине, в пределах Калушского района Ивано-Франковской области. Правый приток Свичи (бассейн Днестра).

## Описание
Длина реки 19 км, площадь бассейна 32,8 км². Уклон реки 9,4 м/км. Река в верховьях горного типа, в среднем течении и в низовьях — равнинного типа. Долина преимущественно широкая и неглубокая, в верховье узкая, покрыта лесом. Русло слабоизвилистое (в низовьях более извилистое), есть перекаты, дно во многих местах с галькой. Впадает ряд мелких притоков. Протекает через село Подбережье.

## Месторасположение
Берёт начало южнее села Малая Турья, на северных склонах северо-западной части массива Горганы в Украинских Карпатах. Течёт сначала на северо-запад, далее — преимущественно на север. Впадает в Свичу севернее села Подбережье.